# Radiate
A Radiate a német Scooter együttes és Vassy 2015-ben megjelent közös kislemeze a The Fifth Chapter-ről. Ez a második közös kislemezük, és ugyancsak a második olyan Scooter-kislemez, amelyből nem készült CD-változat, kizárólag Franciaország számára egy promóciós célokat szolgáló kiadás. A dal a 2015-ös "A kém" című film promóciós dala, ezt jelképezi a "SPY Version" alcím. Az albumváltozathoz képest jelentős mértékben átdolgozták, gyakorlatilag újraírták az egészet.

## Története
A "The Fifth Chapter" című nagylemezen a Scooter két számot is rögzített Vassy-vel. Hogy ebből kislemezek lesznek, már 2014 nyarán kiderült, amikor Vassy elszólta magát az Instagram-fiókján, hogy a klipjeleneteket pár napon belül forgatni fogja a "Today" és a "Radiate" című számokhoz. A "Today" után azonban a "Can’t Stop the Hardcore" jelent meg kislemezen, ráadásul a "999 (Call The Police)"-hoz forgattak egy videóklipet, ami kétségessé tette, hogy valaha is megjelenik. Különösen azért, mert egyáltalán nem játszották koncerteken. 2015 májusában aztán Michael Simon tette közzé saját Facebook-oldalán, hogy "videóklip készül a Radiate (SPY Version)-höz". Ekkor derült ki, hogy a szám mégiscsak megjelenik, és promóciós célokra fogják felhasználni "A kém" című film forgalmazása során.

## Számok listája

### Normál verzió
1. Radiate (SPY Version) (3:03)
2. Radiate (Extended Mix) (3:45)

### Radiate Remixes
A kislemeznek 2015. június 12-én megjelent egy speciális kiadása is, melyen a DJ Jerome által készített remix kapott helyet.
1. Radiate (SPY Version) (Jerome Remix) (4:05)
2. Radiate (SPY Version) (Jerome Edit) (3:27)
3. Radiate (SPY Version) (3:03)

## Közreműködtek
- H.P. Baxxter (szöveg)
- Phil Speiser, Michael Simon (zene)
- Jens Thele (menedzser)
- Vassy (ének)
- Nik Frost, Jesse Glick (társszerzők)
- Martin Weiland (borítóterv)

## Videóklip
A videóklipben a Vassy által előre rögzített jeleneteken túl a Scooter tagjai láthatóak szmokingban, felszerelésük előtt, a köztes részeket pedig "A kém" című film egyes jelenetei láthatóak.

## Feldolgozások
A dalból, valamint annak albumverziójából a Date My Recovery együttes készített félig elektronikus zenei, félig rockfeldolgozást.